# Eketorp

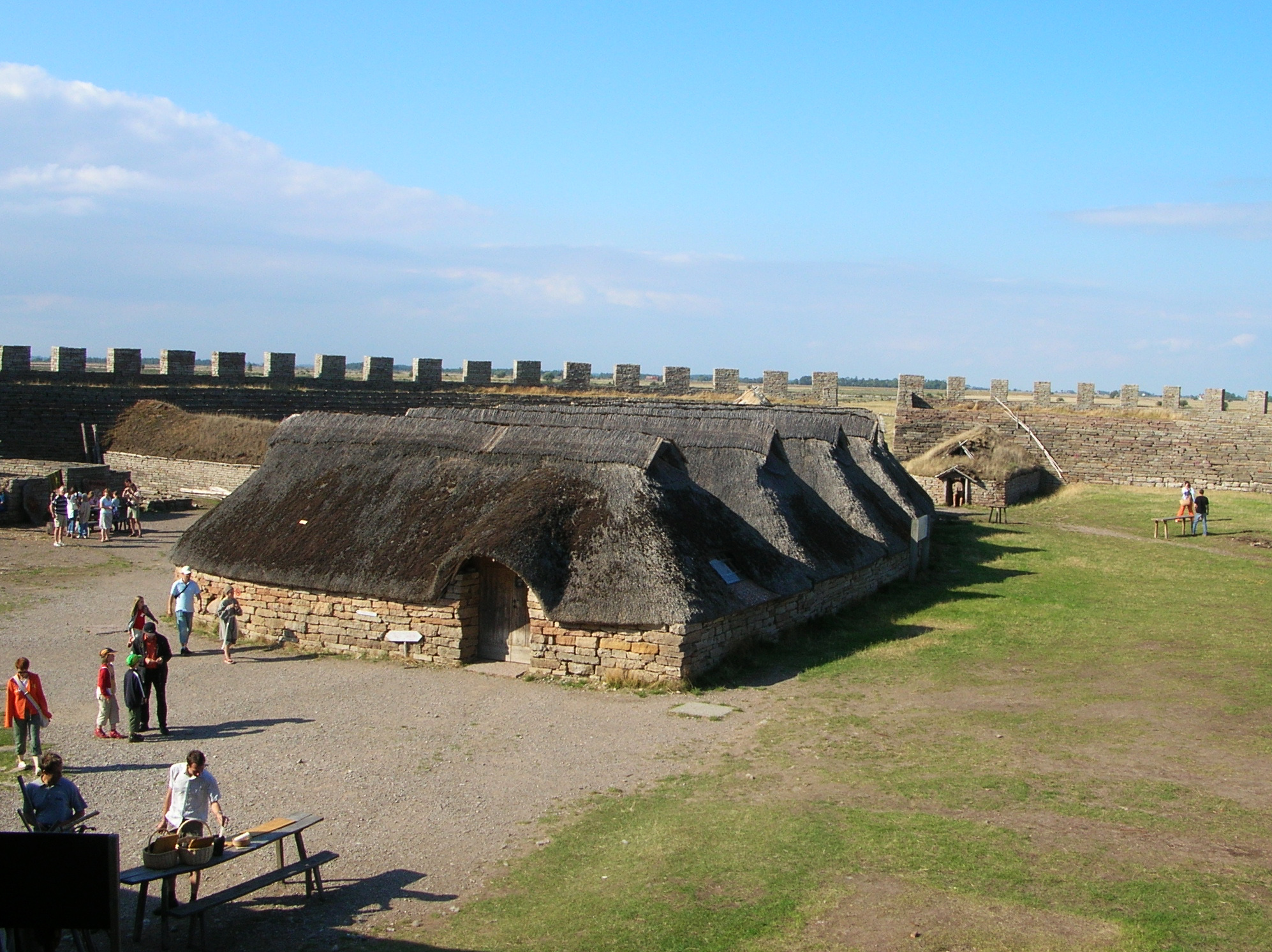
Antigua villa de Eketorp.

Eketorp, también llamado castillo Eketorp, es un fuerte de la Edad de Hierro ubicado al sureste de Öland, Suecia, que fue reconstruido de manera extensiva y ampliado durante la Edad Media. A lo largo del tiempo, el fuerte ha sido utilizado de maneras muy diferentes: desde ringfort defensivo hasta guarida medieval y guarnición de caballería. En el siglo XX, fue reconstruido una vez más para convertirlo en un sitio turístico y un centro de recreación de batallas medievales. Eketorp es la única de las diecinueve fortalezas prehistóricas de Öland que ha sido excavada por completo: en total se extrajeron más de veinticuatro mil artefactos individuales. Todo el sur de Öland ha sido designado Patrimonio de la Humanidad por la Unesco.

## Historia
Los aborígenes de la Edad de Hierro construyeron la fortaleza original hacia el año 400, en una época en la que los nativos de Öland estaban entrando en contacto por primera vez con los romanos y otros europeos. Se cree que el ringfort en esa era se utilizaba para oficiar ceremonias religiosas y para servir de refugio a la comunidad agricultura local cuando se presentaba un enemigo extranjero. Según los estudios realizados, el diseño circular se escogió porque el terreno queda nivelado, de manera tal que no hay un sitio desde donde los ataques sean más fuertes; el diámetro original de este fuerte circular de piedra era de aproximadamente cincuenta y siete metros. En el siglo siguiente, se desplazaron las piedras para construir una nueva estructura circular, de casi ochenta metros de diámetro. En esta coyuntura, se incluyeron cincuenta células individuales o pequeñas estructuras dentro del fuerte como un todo; algunas de estas células se encontraban en el centro del aro, y otras fueron directamente añadidas a las paredes. 
A finales de los años 600, el ringfort fue misteriosamente abandonado, y no se volvió a utilizar hasta principios del siglo XI. El trabajo llevado a cabo en este siglo consistió en la reconstrucción del primer fuerte, con la diferencia de que las células interiores de la piedra fueron reemplazadas por estructuras de madera, y se erigió una segunda pared defensiva externa.

## Eketorp en la actualidad
En el presente, el fuerte es un sitio turístico para que los visitantes de Öland puedan conocer un fuerte medieval en la región: en el interior, los turistas son recibidos por recreacionistas que visten como en la época que recrea el fuerte, que asumen los papeles de artesanos y mercaderes de hace nueve siglos. También hay un museo dentro de las paredes del castillo, que alberga varios artefactos recolectados por el Comité de Patrimonio Nacional durante la gran excavación finalizada en 1974, y recreaciones de batallas y otros eventos dramáticos cotidianos de la Edad Media.